# Перестрелка в Арабском университете Бейрута
Перестрелка в Арабском университете Бейрута произошла 25 января 2007 года в расположенном в Бейруте Арабском университете.

## Инцидент
4 человека были застрелены в столкновениях между проправительственными и антиправительственными активистами и около 200 — во вспыхнувшем после драки между студентами насилии. Оппозиция обвинила проправительственный в лагерь в начале беспорядков, а 2 из 4 убитых студентов были членами Хезболлы.
Сторонники оппозиции сказали, что стрелки открыли огонь с балконов около университета, ранив несколько людей. Студенты сказали, что столкновения начались с перебранки в кафетерии университета и переросли в драку, по мере того как из Тарик аль-Джадиды молодёжь двинулась внутрь.
Они начали бросать камни, жечь шины, машины, бить ветровые стёкла посреди раздававшихся выстрелов, когда войска пытались разогнать толпу предупреждающими выстрелами в воздух. Были сообщения о перестрелках и фотографии участвующих боевиков в масках с пистолетами и штурмовыми винтовками.

## Реакция
Хасан Насралла выступил по телевидению и призвал очистить улицы.
Саад Харири призвал своих сторонников проявлять сдержанность.
Посол США в Ливане Джеффри Фелтман в выступлении на телеканале Alhurra обвинил Сирию.
Валид Джумблат заявил, что перестрелка спровоцирована по приказу Башара Асада.